# Coryphopteris andreae
Coryphopteris andreae är en kärrbräkenväxtart som beskrevs av Holtt. Coryphopteris andreae ingår i släktet Coryphopteris och familjen Thelypteridaceae. Inga underarter finns listade.